# International Standard Music Number
O International Standard Music Number (ISMN) é o número internacional que identifica unicamente as publicações de música escrita, seja para a sua venda, aluguel, difusão gratuita ou a efeitos de direitos de autor.
Serve para racionalizar a elaboração e o tratamento das publicações de música escrita e seus respectivos dados bibliográficos para as editoriais, o comércio de música e as bibliotecas.
A norma 10957:2009 define as regras básicas do sistema ISMN.

## Antecedentes
Quando o ISBN demonstrou ser uma ferramenta de racionalização de grande utilidade para o comércio do livro, os editores de música se mostraram partidários também de um número padrão similar para a música impressa. Um factor de atraso na discussão foi a controvérsia de se um número de identificação simples poderia ser suficiente ou precisar-se-ia um código bibliográfico que representasse também, por exemplo, o enlace entre a partitura e as partes individuais. Quando a International Association of Music Libraries, Archives and Documentation Centres (IAML) —ramo do Reino Unido— apresentou à Agência International do ISBN uma proposta de um número de dez dígitos sem códigos bibliográficos, este sistema foi publicado na ISBN Review e imediatamente recebeu uma ampla aceitação. A ISO TC 46/SC 9 aceitou oficialmente a proposta como projecto de trabalho e um acordo entre editores e especialistas foi atingido numa reunião de experientes europeus e norte-americanos celebrada em Ottawa, após discussões a fundo. O rascunho de ISMN foi examinado por grupos de trabalho de ISO num tempo recorde e esteve oficialmente disponível para finais de 1993, quando se fez público este regular em Genebra. Em princípio, o ISMN pode ser considerado como um ramo do ISBN.
Até o 1 de janeiro de 2008, um ISMN constava da letra M seguida por nove dígitos: M-2306-7118-7
O ISMN aumentou seu tamanho passando de 10 a 13 dígitos. É idêntico ao EAN-13, número que actualmente corresponde ao código de barras. Deste modo acrescenta-se o prefixo EAN 979 e o “M” é substituído pelo “0”.
A norma do ISMN revisou-se com o propósito de que fosse compatível com o ISBN de 13 dígitos, e com os sistemas de identificação mais utilizados como o EAN. Esta não só supõe um aumento do número de dígitos sina que brinda a possibilidade de realizar definições mais precisas na identificação das publicações electrónicas.
Também dá a possibilidade de especificar os metadatos (informação descritiva) associados aos ISMN alocados.
'Harmonização com o ISBN-13'
O regulamento que regula o ISBN (Número Internacional Padrão do Livro) estabelece como prefixo o 978, acrescentando que uma vez esgotado introduzir-se-á o 979. O ISMN terá atribuído por tanto o primeiro número dos 10 restantes, isto é o 979-0, deixando o resto ao ISBN.

## Como se constitui o ISMN
O código numérico consta de 13 dígitos estruturados em 5 elementos, alguns dos quais são de longitude variável. Irá sempre precedido pelas siglas ISMN
Por exemplo: 979-0-2306-7118-7
979-0: composto pelo prefixo EAN 979 e o 0 (zero), dígito que identifica as publicações com ISMN, distinguindo de outros números padrão, como por exemplo o ISBN.
2306: prefixo editorial que identifica ao editor e é de largura variável. Aos editores com uma grande produção atribui-se-lhes números mais curtos que aos que publicam menos, os quais terão números de maior extensão. A quantidade de dígitos guarda relação com o seguinte elemento.
7118: identifica os itens ou publicações de uma obra disponíveis por separado. Este número é alocado pela editora.
7: dígito de validação que verifica que o número é correcto, sendo calculado matematicamente.

## Alcance do ISMN
O Número Internacional Padrão para Música é um instrumento útil em todos os âmbitos relacionados com as publicações com anotação musical: elaboração, distribuição, venda e empréstimo. Por tanto, editores de música, comércio musical e bibliotecas são os principais beneficiários dos efeitos de racionalização do sistema ISMN.
Levarão ISMN:
- Partituras
- Partituras de estudo
- Partituras vocais
- Conjuntos de partes
- Partes individuais disponíveis por separado.
- Folhas soltas de música pop
- Antologias
- Outros meios que sejam um componente integrante de uma publicação musical (por exemplo, uma gravação em fita que é uma das “partes” de uma composição)
- Textos de canções ou libretos publicados com a música impressa (se estão disponíveis por separado)
- Comentários publicados com a música impressa (também disponíveis por separado)
- Cancioneiros (opcional)
- Publicações musicais em microformas
- Publicações musicais em Braille
- Publicações electrónicas com música notada
- Métodos e outros materiais pedagógicos com música notada

Não terão alocado ISMN:
- Obras literárias sobre música, às que atribuir-se-á um ISBN
- Gravações sonoras e vídeográficas, às que aplicar-se-ia o ISRC ou o ISAN respectivamente.
- Publicações periódicas e séries, tomadas como um conjunto que levarão um ISSN. Não há que confundir com uma obra em vários volumes.

## Como obter um ISMN
O editor solicita à agência um prefixo editorial que lhe identifique e lhe de a possibilidade de atribuir um número a suas publicações. Uma vez preenchida sua solicitação será a Agência Nacional a que lhe de um número, que virá determinado em função de sua produção editorial.
A Agência facilitar-lhe-á uma listagem com números que distribuirá o editor a suas publicações. Este preencherá um formulário por cada uma delas que deverá ser validado pela Agência Nacional.
No caso de autores editores ou instituições que editem pontualmente será a agência a que atribua um número a cada publicação.

## Aplicação do ISMN
Deverá ser atribuído um ISMN próprio à cada edição diferente de uma obra. Também nos seguintes casos:
- Uma mudança do conteúdo musical ou literário de uma obra precisa um novo ISMN.
- Quando um texto literário que faz parte integrante de uma obra musical é alterado com respeito à edição publicada anteriormente.
- Quando uma tradução de um texto literário é acrescentada, eliminada ou alterada, deve se atribuir um novo ISMN, ainda que o texto ou a música não tenham sofrido nenhuma outra modificação.
- Quando o tamanho físico é modificado substancialmente com o fim de produzir uma nova edição de partitura de orquestra, estudo ou de bolso.
- Para encadernações diferentes de uma mesma obra atribuem-se números diferentes.

Uma impressão ou re-impressão não modificada do mesmo item no mesmo formato e pelo mesmo editor, não deve ter atribuído um novo ISMN, ao igual que as mudanças de preços não dão lugar à atribuição de um novo número. Nestes casos as modificações deverão de informar à Agência.
Publicações em vários tomos:
Deverá ser atribuído um ISMN tanto ao conjunto dos tomos, bem como a cada tomo individual do conjunto.
Fundo editorial:
Recomenda-se aos editores que numerem as anteriores edições e que publiquem esses ISMN em seus catálogos.
Direitos adquiridos a outros editores:
Quando um editor, incluído um agente com direitos de venda exclusiva, tem adquirido os direitos de uma obra musical a outro editor e publica dita obra com seu próprio nome, atribuir-se-á a esta publicação um novo ISMN pelo novo editor. Se vários editores têm adquirido os direitos,
a cada um deles para seu próprio território, a cada um deles atribuir-lhe-á seu próprio ISMN.

## Administração do sistema ISMN
A administração do sistema ISMN realiza-se a três níveis. Estes níveis são o internacional, nacional ou regional, e o do editor.

### Administração internacional
A administração internacional do sistema é realizada pela International Standard Music Number Agency, que tem uma equipa assessor que representa a ISO e às associações de editores de música e de bibliotecas musicais (por exemplo, a International Association of Music Libraries, Archives and Documentation Centres).
As funções principais da agência internacional são:
- Supervisionar o uso do sistema.
- Aprovar a definição e estrutura das agências nacionais e regionais.
- Atribuir identificadores às agências nacionais e regionais.
- Assessorar às agências nacionais ou regionais sobre a atribuição de identificadores de editor.
- Promover o uso a nível mundial do sistema.
- Seleccionar uma equipa internacional de experientes para ajudar à resolução de problemas.
- Promover o intercâmbio de informação por médio de publicações e reuniões regionais.
- Publicar e actualizar manuais de instruções.
- Coordenar o aplicativo do código de barras do ISMN.

Ademais, a agência internacional oferece os seguintes serviços:
- Proporcionará à agência nacional ou regional listas de ISMN para uso dos editores.
- Proporcionará, partindo da informação fornecida pelas agências nacionais ou regionais, um diretório internacional de editores de música.
- Proporcionará, partindo da informação facilitada pelas agências nacionais ou regionais, uma listagem dos ISMN duplicados ou não válidos.

### Administração nacional ou regional
A atribuição de identificadores de editor e o enlace com os editores em sistema ISMN costuma-se realizar por agências nacionais ou regionais.
As funções de uma agência nacional ou regional são:
- Manter contactos com os editores do país ou região e apresentar o sistema a novos editores.
- Gerir as relações com a International ISMN Agency em nome de todos os editores do país ou região.
- Decidir, prévia consulta às organizações comerciais e editores, os trechos dos identificadores de editor requeridos.
- Atribuir identificadores de editor aos editores admissíveis para aderir ao sistema no país ou região, e manter um registro destes editores e de seus identificador de editor.
- Decidir, prévia consulta às organizações comerciais e editores, que editores atribuirão números a suas próprias publicações e daí editores terão números alocados a suas publicações pela agência nacional ou regional.
- Proporcionar assessoramento técnico e assistência aos editores para garantir que se observam as normas e procedimentos aprovados.
- Pôr a disposição dos editores um manual de instruções em língua vernácula.
- Pôr a disposição dos editores listados dos ISMN para que numerem suas próprias publicações com dígitos de verificação já calculados.
- Validar todos os ISMN alocados pelos editores ao numerar suas próprias publicações e manter um registro dos mesmos.
- Informar aos editores de qualquer ISMN não válido ou duplicado atribuído por eles.
- Atribuir números a todos os itens daqueles editores que não atribuam seus próprios ISMN e advertir aos editores afectados dos ISMN que lhes foram atribuídos.
- Conseguir uma numeração para todo o país ou região.
- Marcar, com as agências de catalogação e bibliografia musical, a publicação dos ISMN com os títulos aos que se referem.
- Dispor com os editores a numeração de suas publicações anteriores e sua divulgação em listas e bibliografias adequadas.
- Ajudar ao sector a utilizar o ISMN em sistemas informatizados.
- Proporcionar à International ISMN Agency, com regularidade e sem cargo, os dados completos dos prefixos e direcções dos editores, para sua inclusão num diretório internacional de editores de música.
- Informar à agência internacional, com regularidade, sobre suas próprias actividades e o estado actual do sistema ISMN no país ou região.
- Contribuir financeiramente à manutenção da agência internacional.